# Gordon Fullerton
Charles Gordon Fullerton (Rochester, 11 oktober 1936 – Lancaster, 21 augustus 2013) was een Amerikaans ruimtevaarder. Fullerton zijn eerste ruimtevlucht was STS-3 met de spaceshuttle Columbia en vond plaats op 22 maart 1982. Tijdens de missie werd er getest met het Shuttle Remote Manipulator System (SRMS).
Fullerton werd in 1966 geselecteerd door NASA. In totaal heeft hij twee ruimtevluchten op zijn naam staan. In 1986 verliet hij NASA en ging hij als astronaut met pensioen. Hij overleed in 2013 aan de gevolgen van een beroerte.